# Werner Fuchs (editor)
Werner Fuchs (n. 17 august 1949, Hüttlingen, Baden-Württemberg, Germania) este un editor și autor german de literatură fantastică și științifico-fantastică. Împreună cu Hans Joachim Alpers și Ulrich Kiesow a fondat Fantasy Productions, care a devenit unul dintre primii producători și distribuitori de jocuri de rol din Germania.

## Biografie
Fuchs a studiat economia la Universitatea din Bochum, precum și filologia engleză și germană la Universitatea din Düsseldorf.
Începând din 1971 Fuchs a lucrat în domeniul literaturii științifico-fantastice și fantastice. El a fost din 1972 până în 1974 coeditor al seriei SF Fischer Orbit, iar din 1980 până în 1987 editor al Knaur Science-Fiction. Între timp, a lucrat ca redactor al revistei SF Comet și editor al mai multor antologii SF, librar, agent literar (inclusiv al lui George R. R. Martin) și traducător.
În 1977 a fondat, împreună cu redactorul Bernd Holz Richter din Düsseldorf, Fantastic Shop, primul magazin de jocuri de aventură din Germania. După dezvoltarea acestei afaceri a fondat în 1983, împreună cu Ulrich Kiesow și Hans Joachim Alpers, editura Fantasy Productions. Această companie a lansat Schwerter und Dämonen, primul joc de rol în limba germană de tip Pen-&-Paper, și a dezvoltat jocul Das Schwarze Auge.
Fuchs s-a implicat, de asemenea, în realizarea primului joc de strategie cu cărți Dark Force, care a fost lansat în 1994 de Schmidt Spiele.
De asemenea, el s-a remarcat în calitate de lexicograf și editor de antologii în domeniul science-fiction și fantasy, colaborând adesea cu Hans Joachim Alpers.
Pentru Lexikon der Science Fiction Literatur a primit premiul Kurd Laßwitz în 1981, împreună cu Hans Joachim Alpers, Ronald M. Hahn și Wolfgang Jeschke.
Multe dintre operele sale literare pe teme fantastice au apărut în anuarul Das Science Fiction Jahr.
Werner Fuchs este căsătorit și are două fiice.

## Premii
- 1981: Premiul Kurd Laßwitz, cu Hans Joachim Alpers, Ronald M. Hahn și Wolfgang Jeschke pentru Lexikon der Science Fiction Literatur
- 1983: Premiul Kurd Laßwitz, împreună cu Hans Joachim Alpers și Ronald M. Hahn pentru Reclams Science Fiction Führer
- 2015: Deutscher Rollenspielpreis[6]

## Scrieri
Non-ficțiune
- Dokumentation der Science Fiction ab 1926 in Wort und Bild (1978, cu Hans Joachim Alpers și Ronald M. Hahn)
- Lexikon der Science Fiction-Literatur (1980 și 1987, cu Hans Joachim Alpers, Ronald M. Hahn și Wolfgang Jeschke)
- Reclams Science Fiction Führer (1982, cu Hans Joachim Alpers și Ronald M. Hahn)
- Lexikon der Horror-Literatur (1999, cu Hans Joachim Alpers și Ronald M. Hahn)
- Lexikon der Fantasy-Literatur (2005, cu Hans Joachim Alpers, Ronald M. Hahn, Jörg Martin Munsonius și H. Urbanek)

Antologii
- Titan 17 (1981, cu Ronald M. Hahn și Wolfgang Jeschke)
- Die Fünfziger Jahre I (1981, cu Hans Joachim Alpers)
- Neue Science-Fiction Geschichten (1982, cu Hans Joachim Alpers)
- Visum für die Ewigkeit (1982)
- Licht des Tages, Licht des Todes (1982)
- Grotte des tanzenden Wildes (1982)
- Die Fünfziger Jahre II (1982, cu Hans Joachim Alpers)
- Strasse der Schlangen (1983)
- Die Vierziger Jahre I (1982, cu Hans Joachim Alpers)
- Die Vierziger Jahre II (1983, cu Hans Joachim Alpers)
- Die Sechziger Jahre I (1983, cu Hans Joachim Alpers)
- Das Fest des heiligen Dionysos (1984)
- Die Sechziger Jahre II (1984, cu Hans Joachim Alpers)
- Der flüsternde Spiegel (1985)
- Licht- und Schattenjahre (1986)